# Pargas
Pargas (en suec Parainen) és un municipi de Finlàndia, situat a la província de Finlàndia Occidental i a la regió de Finlàndia Pròpia. El 2022 tenia 14.991 habitants.